# Примо Мађио (Верона)
Примо Мађио је насеље у Италији у округу Верона, региону Венето.
Према процени из 2011. у насељу је живело 20 становника. Насеље се налази на надморској висини од 200 м.